# Cueva del Arago
La cueva del Arago (en francés Caune de l'Arago, en catalán septentrional Cauna de l'Aragó) es un yacimiento prehistórico, encontrado en la comuna de Tautavel, en los Pirineos Orientales, en una gran cavidad con vistas a un curso de agua permanente, la Verdouble. Aquí fueron hallados el Hombre de Tautavel y restos líticos del Paleolítico inferior.

## Situación y descripción

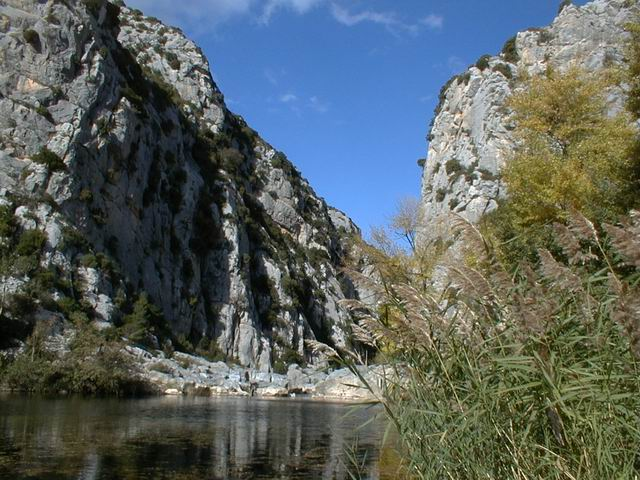
Los barrancos del Verdouble próximos a la Caune de l'Arago. Se accede a la cueva subiendo por un camino a lo largo de la roca visible a derecha de la foto.

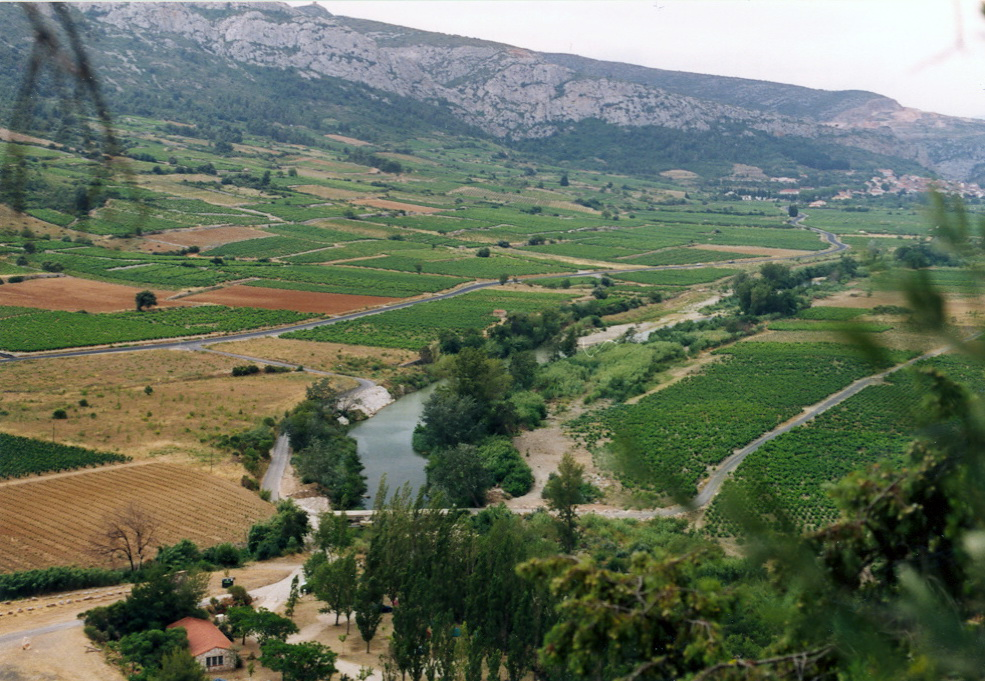
Vista desde la entrada de la cueva. Una amplia vista de la llanura y el Verdouble.

La cueva del Arago está ubicada en el sur de Francia, al este de los Pirineos, en el departamento de los Pirineos Orientales, sobre el municipio de Tautavel. Se halla en acantilado calcáreo del macizo de los Corbières, con unas vistas de varias decenas de metros (80 m actualmente, menos de 60 en la época del Hombre de Tautavel) a un ancho valle por el que corre el curso de agua Verdouble dejando un cañón que serpentea por la llanura.
La cueva mide 30 m de largo, pero podría haber medido unos 120 m en tiempos prehistóricos, una parte del techo está hundido, mientras el fondo está desaparencido. Su anchura máxima es de 10 m. Actualmente, se abre hacia el sur, pero se abría hacia el este antes del derrumbamiento.
Esta situación privilegiada daba lugar a un abrigo ideal para los cazadores-recolectoress prehistóricos. La abertura al este sobre un acantilado orientado al sudeste permitía que hiciese una temperatura relativamente elevada el invierno. El relieve tan contrastado de este entorno daba lugar a varios nichos ecológicos proporcionando distintos animales que cazar: los adaptados al río (castores), otros adaptados a la llanura, que estaba, según la época y el clima, cubierta de bosque (gamos, ciervos) o de estepa (caballos, bisontes, rinocerontes, elefantes), los herbívoros que vivían en los terrenos escarpados (muflones, cabras, tares del Himalaya, rebecos de los Alpes), otros sobre los escenarios de clima más severo (bueyes almizcleros, renos). Además, justo bajo la cueva, se encontraba un vado por el que pasaban los rebaños de grandes herbívoros, lo que facilitaba la caza. La situación elevada de la cueva hacía de ella un excelente observatorio para fichar los rebaños en la llanura.
El río cercano, nunca seco, proporcionaba agua, pero también cantos rodados para empedrar el suelo de la cueva o servir como herramientas. El entorno más lejano, a menos de medio día andando (aproximadamente a 30 km), podía proporcionar otras piedras con el fin de fabricar herramientas: de sílex (en Roquefort-de los-Corbières), de jaspe rojo (en Corneilla-de-Conflent), de cherts (a Rivesaltes), de cuarcita (en Soulatgé), de rocas volcánicas (col de Couisse).

## Interés científico
La cueva del Arago contiene un depósito de más de 15 m de sedimentos, rocas y restos acumulados durante un periodo que se extiende aproximadamente desde los 100 000 a los 700 000 años antes el presente. Por su cantidad (el periodo de excavaciones de 1967 a 1994 sacó a la luz aproximadamente 260 000 objetos: huesos y herramientas líticas) y su diversidad, estos vestigios dan numerosas informaciones sobre los grupos humanos prehistóricos que han vivido allí, pero también sobre los animales, las plantas y los climas que se han sucedido en la región durante estos 600 000 años.
El 27 de Julio de 2015, el Museo de Tautavel anunció el descubrimiento por unos jóvenes investigadores voluntarios de un diente que data de 550 000 años en el yacimiento. Este diente fósil tiene 100 000 años más que el cráneo del Hombre de Tautavel.

### Fauna

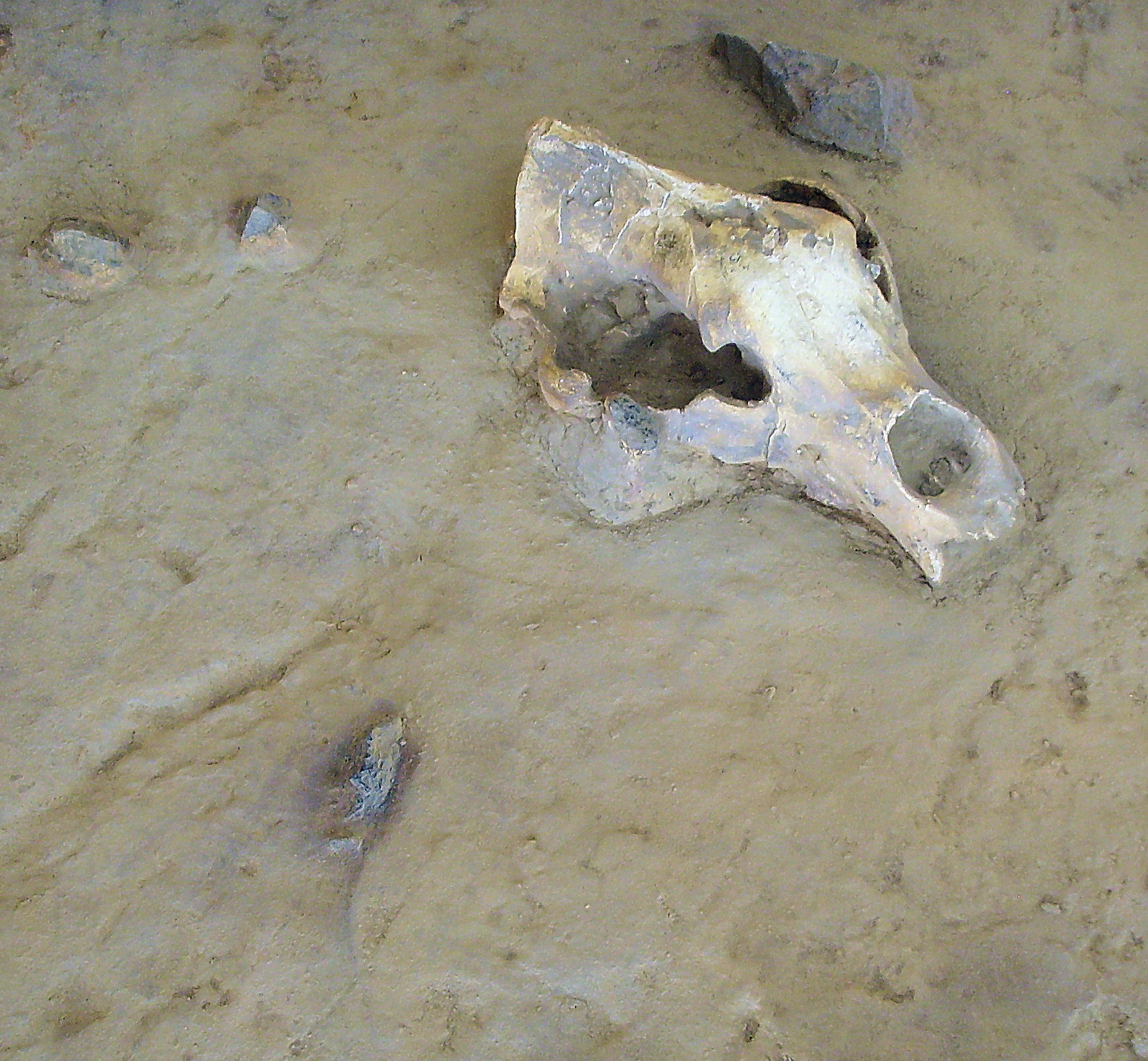
Cráneo de un Ursus deningeri descubierto en la cueva del Arago.

Se han encontrado en la cueva del Arago los vestigios de una fauna numerosa y variada, con 122 especies diferentes representadas. Los numerosos restos de especies de mamíferos atestiguan la alimentación del hombre en diferentes épocas. Un esbelto caballo (Equus mosbachensis tautavelensis) parece haber sido la presa de caza principal en la época del Hombre de Tautavel (nivel G) junto a, en la misma época, los bisontes (Bisonte priscus) que se encuentran igualmente en cantidad. Las excavaciones han revelado también numerosos vestigios de renos (Rangifer tarandus), de ciervos (Cervus elaphus), de gamos (Dama), de búfalos almizcleros (Praeovibos priscus), de muflones (Ovis ammon), de tares del Himalaya (Hemitragus bonali) y de rinocerontes (Dicerorhinus hemitoechus) y de los restos de Ursus deninger.

## Historia de las investigaciones
Conocida desde la mitad del siglo XIX por sus restos de fauna, la cueva del Arago comenzó a sacar a la luz industrias prehistórica gracias a J. Abelanet en 1948.
En los años 1950, los hermanos Ribes de Maury y Raymond Gabas de Saint-Paul-de-Fenouillet fueron los primeros en efectuar una excavación, como arqueólogos amateur. En colaboración con J. Abelanet y sus hallazgos han permitido descubrir la importancia y la riqueza del yacimiento.
Las campañas de excavación sistemáticas, dirigidas por Henry de Lumley, se llevan a cabo cada año desde abril de 1964. Los primeras campañas anuales (en 1964, 1965 y 1966) duraron dos semanas. Las siguientes, de 1967 a 1978, un mes, después tres mes (de 1979 a 1991) y, desde 1992, cinco mes.
La cueva del Arago fue clasificada como monumento histórico en abril de 1965.

## Estratografía y cronología
Su potente depósito, de una decena de metros, cubre la mayor parte del Pleistoceno Medio y ha sido objeto de numerosas tentativas de dataciones radiométriques a veces contradictorias. Su marco temporal está entre los 700 000 y los 350 000 A.P. y estos datos han sido obtenidos por la datación por uranio-torio por los niveles de estalacmitas ubicados respectivamente en la base (nivel 0) y en la cumbre (nivel α) de la secuencia estratigráfica.

## El conjunto III
Los principales niveles arqueológicos se encuentran en el conjunto III (niveles de «suelos» de D a G) y tendrían una edad comprendida entre 300 000 y 450 000 años. Este conjunto ha sacado a la luz igualmente un importante número de restos humanos fósiles, incluido un cráneo incompleto (cara, frontal y parietal derecho) (Arago XXI, suelo G) y dos mandíbulas (Arago II, suelo G y Arago XIII, suelo F) atribuidos al hombre de Tautavel.
Las industrias de las capas más antiguas del conjunto III han sido calificadas de Tayacienses antiguas, incluso de "Tautavelienses". Están realizadas esencialmente en cuarzo, más raramente en sílex y en cuarcita, y se compone de: las raederas de numerosas herramientas (denticulados, lascas, puntas de Tayac, picos, etc.), los cantos rodados y escasos bifaces (menos de un 0,1 % de las herramientas). En la cumbre del conjunto III (estrato E), los bifaces son proporcionalmente más numerosos, lo que ha conducido a Henry de Lumley a unirlo a la industria a la Achelense media.
Sin embargo, estas diferencias se atenúan en la medida en que el número de bifaces es muy bajo en los niveles G a D, y donde las proporciones entre grandes clases tecnológicas varían poco, ya sea que se considera el conjunto de la industria o sólo la herramienta.
Los materiales utilizados son mayoritariamente locales (80 %) y han sido extraídos en los aluviones del Verdouble, pero algunos provienen de zonas a una treintena de kilómetros al noreste y al suroeste del yacimiento, lo que se interpreta como un buen conocimiento de los recursos regionales y una cierta anticipación de las necesidades.

### Restos humanos
| Nombre    | Morfología                                                                           | Fecha de descubrimiento | Estrato | Cuadro | Datación                                                                                             | Notas                                                                                      | Imagen |
| Arago 1   | Molar inferior izquierdo de leche.                                                   | 1965                    |         |        | |                                                                                            |        |
| Arago 2   | Mandíbula con cuatro molares y un premolar.                                          | 1969                    | G       | C14    | 350 000 años aprox.                                                                                  | Probablemente de una hembra de unos 40-50 años.                                            |        |
| Arago 3A  | Fragmento de hueso parietal izquierdo.                                               | 1970                    |         |        | |                                                                                            |        |
| Arago 3B  | Fragmento de hueso parietal derecho.                                                 | 1970                    |         |        | |                                                                                            |        |
| Arago 4   | Falange de mano.                                                                     | 1970                    |         |        | |                                                                                            |        |
| Arago 5   | Molar inferior izquierdo de leche.                                                   | 1970                    |         |        | |                                                                                            |        |
| Arago 6   | Molar inferior derecho.                                                              | 1970                    |         |        | |                                                                                            |        |
| Arago 7   | Premolar superior derecho.                                                           | 1970                    |         |        | |                                                                                            |        |
| Arago 8   | Premolar superior izquierdo.                                                         | 1970                    |         |        | |                                                                                            |        |
| Arago 9   | Molar superior derecho.                                                              | 1970                    |         |        | |                                                                                            |        |
| Arago 10  | Molar inferior derecho.                                                              | 1970                    |         |        | |                                                                                            |        |
| Arago 11  | Molar inferior derecho de leche.                                                     | 1970                    |         |        | |                                                                                            |        |
| Arago 12  | Molar superior derecho de leche.                                                     | 1970                    |         |        | |                                                                                            |        |
| Arago 13  | Parte izquierda de una mandíbula con tres molares y dos premolares.                  | Julio de 1970           | G       | D16    | | Probablemente de un hombre de unos 20 años.                                                |        |
| Arago 14  | Molar superior izquierdo.                                                            |                         |         |        | |                                                                                            |        |
| Arago 16  | Molar superior derecho.                                                              |                         |         |        | | Pertenece a Arago 21.                                                                      |        |
| Arago 17  | Fragmento del cuello de un fémur izquierdo.                                          |                         | F-G     |        | | Niño de 12 años.                                                                           |        |
| Arago 19  | Hueso isquión derecho.                                                               |                         |         |        | |                                                                                            |        |
| Arago 21  | Cara (incluidos cinco dientes: cuatro molares), hueso frontal y un hueso esfenoides. |                         | G       | C15    | 400 000 años                                                                                         | Asociado con Arago 47, 78 y 79. Individuo varón de unos 20 años.                           |        |
| Arago 24  | Canino inferior izquierdo.                                                           |                         |         |        | |                                                                                            |        |
| Arago 25  | Incisivo inferior izquierdo.                                                         |                         |         |        | |                                                                                            |        |
| Arago 26  | Premolar superior derecho.                                                           |                         |         |        | |                                                                                            |        |
| Arago 27  | Diente                                                                               | 1973                    |         |        | |                                                                                            |        |
| Arago 28  | Dos premolares inferiores.                                                           |                         |         |        | |                                                                                            |        |
| Arago 30  | Incisivo inferior derecho.                                                           |                         |         |        | |                                                                                            |        |
| Arago 31  | Molar superior.                                                                      |                         |         |        | |                                                                                            |        |
| Arago 32  | Molar inferior izquierdo.                                                            |                         |         |        | |                                                                                            |        |
| Arago 33  | Diáfisis del peroné izquierdo.                                                       | 1975                    | F-G     |        | | Niño de unos 9-10 años.                                                                    |        |
| Arago 34  | Canino inferior.                                                                     |                         |         |        | |                                                                                            |        |
| Arago 36  | Premolar superior izquierdo.                                                         |                         |         |        | | Pertenece a Arago 21.                                                                      |        |
| Arago 38  | Fragmento de fémur izquierdo.                                                        |                         | F-G     |        | | Niño de 9-10 años.                                                                         |        |
| Arago 40  | Dos molares superiores derechos.                                                     |                         |         |        | |                                                                                            |        |
| Arago 42  | Falange distal.                                                                      |                         | F-G     |        | |                                                                                            |        |
| Arago 43  | Segundo metatarso del pie izquierdo.                                                 |                         | G       |        | |                                                                                            |        |
| Arago 44  | Hueso ilíaco izquierdo.                                                              | 1978                    | G       | D17    | | Este descubrimiento muestra que el individuo al que pertenecía el hueso era bípedo.        |        |
| Arago 45  | Maxilar izquierdo con molar superior.                                                | 1979                    | G       | D17    | |                                                                                            |        |
| Arago 47  | Hueso parietal derecho.                                                              | Julio de 1979           | G       | E17    | 400.000 años (al ser el límite máximo del método de datación, seguramente el fósil sea más antiguo). | Asociado con Arago 21, 78 y 79: varón de unos 20 años.                                     |        |
| Arago 48  | Diáfisis superior y cuello de un fémur derecho.                                      |                         | G       |        | |                                                                                            |        |
| Arago 49  | Diáfisis superior de un peroné derecho.                                              |                         | F-G     |        | |                                                                                            |        |
| Arago 51  | Fémur izquierdo.                                                                     | 1980                    | G       |        | | Varón adulto robusto.                                                                      |        |
| Arago 52  | Peroné izquierdo.                                                                    |                         | G       |        | | Asociado con Arago 56.                                                                     |        |
| Arago 53  | Fragmento de un fémur derecho                                                        |                         | G       |        | |                                                                                            |        |
| Arago 54  | Molar superior.                                                                      | 1981                    |         |        | |                                                                                            |        |
| Arago 56  | Peroné izquierdo.                                                                    |                         | G       |        | | Asociado con Arago 52.                                                                     |        |
| Arago 57  | Diáfisis superior y cuello del fémur izquierdo.                                      |                         | G       |        | |                                                                                            |        |
| Arago 59  | Canino superior derecho.                                                             |                         |         |        | |                                                                                            |        |
| Arago 60  | Incisivo derecho superior.                                                           |                         |         |        | |                                                                                            |        |
| Arago 61  | Incisivo derecho superior.                                                           |                         |         |        | |                                                                                            |        |
| Arago 63  | Clavícula derecha.                                                                   |                         | G       |        | |                                                                                            |        |
| Arago 64  | Húmero derecho                                                                       |                         | G       |        | |                                                                                            |        |
| Arago 67  | Húmero derecho.                                                                      |                         | G       |        | |                                                                                            |        |
| Arago 68  | Dos molares superiores derechos.                                                     |                         |         |        | |                                                                                            |        |
| Arago 69  | Molar inferior.                                                                      |                         |         |        | |                                                                                            |        |
| Arago 71  | Premolar inferior.                                                                   |                         |         |        | |                                                                                            |        |
| Arago 73  | Fragmento de astrágalo derecho.                                                      |                         | E       |        | | Individuo adolescente.                                                                     |        |
| Arago 75  | Premolar inferior derecha.                                                           |                         |         |        | |                                                                                            |        |
| Arago 76  | Incisivo inferior.                                                                   |                         |         |        | |                                                                                            |        |
| Arago 77  | Canino inferior.                                                                     |                         |         |        | |                                                                                            |        |
| Arago 78  | Fragmento de hueso occipital.                                                        |                         |         |        | 400.000 años.                                                                                        | Asociado con Arago 21, 47 y 79: varón de unos 20 años.                                     |        |
| Arago 79  | Fragmento de hueso occipital.                                                        |                         |         |        | 400.000 años.                                                                                        | Asociado con Arago 21, 47 y 78: varón de unos 20 años.                                     |        |
| Arago 81  | Incisivo inferior izquierdo.                                                         |                         |         |        | |                                                                                            |        |
| Arago 82  | Húmero.                                                                              | 2000                    |         |        | |                                                                                            |        |
| Arago 84  | Canino inferior.                                                                     |                         |         |        | |                                                                                            |        |
| Arago 87  | Canino inferior.                                                                     |                         |         |        | |                                                                                            |        |
| Arago 89  | Mandíbula con dos premolares, tres molares derechos y tres izquierdos.               | 2001                    | G       |        | |                                                                                            |        |
| Arago 94  | Caninos inferiores.                                                                  |                         |         |        | |                                                                                            |        |
| Arago 95  | Diáfisis de una tibia.                                                               |                         |         |        | | Asociado con Arago 96.                                                                     |        |
| Arago 96  | Diáfisis de una tibia.                                                               |                         |         |        | | Asociado con Arago 95.                                                                     |        |
| Arago 97  | Incisivo inferior izquierdo.                                                         |                         |         |        | |                                                                                            |        |
| Arago 99  | Premolar inferior.                                                                   |                         |         |        | |                                                                                            |        |
| Arago 100 | Incisivo inferior.                                                                   |                         |         |        | |                                                                                            |        |
| Arago 101 | Canino inferior.                                                                     |                         |         |        | |                                                                                            |        |
| Arago 103 | Molar superior izquierdo.                                                            |                         |         |        | |                                                                                            |        |
| Arago 106 | Molar inferior.                                                                      |                         |         |        | |                                                                                            |        |
| Arago 108 | Canino inferior.                                                                     |                         |         |        | |                                                                                            |        |
| Arago 110 | Incisivo superior izquierdo.                                                         |                         |         |        | |                                                                                            |        |
| Arago 111 | Incisivo superior izquierdo.                                                         |                         |         |        | |                                                                                            |        |
| Arago 112 | Canino superior derecho.                                                             |                         |         |        | |                                                                                            |        |
| Arago 116 | Incisivo inferior izquierdo.                                                         | 2007                    | G       |        | |                                                                                            |        |
| Arago 117 | Canino inferior izquierdo.                                                           | 2007                    | G       |        | |                                                                                            |        |
| Arago 118 | Fragmento de la rama ascendente de la mandíbula derecha con cóndilo.                 | 2007                    | G       |        | |                                                                                            |        |
| Arago 119 | Hemimandíbula izquierda con un premolar.                                             | 2008                    | G       |        | |                                                                                            |        |
| Arago 120 | Diáfisis de una tibia.                                                               | 2008                    | G       |        | |                                                                                            |        |
| Arago 121 | Ala ilíaca.                                                                          | 2008                    | G       |        | |                                                                                            |        |
| Arago 122 | Atlas.                                                                               | 2009                    | G       |        | |                                                                                            |        |
| Arago 123 | Axis.                                                                                | 2009                    | G       |        | |                                                                                            |        |
| Arago 124 | Rama púbica.                                                                         | 2009                    | G       |        | |                                                                                            |        |
| Arago 125 | Peroné.                                                                              | 2009                    | G       |        | |                                                                                            |        |
| Arago 126 | Incisivo superior derecho.                                                           | 2009                    | G       |        | |                                                                                            |        |
| Arago 127 | Húmero.                                                                              | 2009                    | G       |        | |                                                                                            |        |
| Arago 128 | Fragmento de mandíbula.                                                              | 2012                    | G       |        | | Posiblemente pertenecen a la hemimandíbula derecha.                                        |        |
| Arago 129 | Fragmento de mandíbula.                                                              | 2012                    | G       |        | | Posiblemente pertenecen a la hemimandíbula derecha.                                        |        |
| Arago 130 | Fragmento de mandíbula.                                                              | 2012                    | G       |        | | Posiblemente pertenecen a la hemimandíbula derecha.                                        |        |
| Arago 131 | Fragmento de mandíbula con dos dientes.                                              | 2012                    | G       |        | | Perteneciente a un individuo de unos 30 años, posiblemente un hombre.                      |        |
| Arago 132 |                                                                                      | 2013                    | G       |        | |                                                                                            |        |
| Arago 133 |                                                                                      | 2013                    | G       |        | |                                                                                            |        |
| Arago 134 |                                                                                      | 2013                    | G       |        | |                                                                                            |        |
| Arago 135 |                                                                                      | 2013                    | G       |        | |                                                                                            |        |
| Arago 136 |                                                                                      | 2013                    | G       |        | |                                                                                            |        |
| Arago 137 |                                                                                      | 2013                    | G       |        | |                                                                                            |        |
| Arago 138 |                                                                                      | 2013                    | G       |        | |                                                                                            |        |
| Arago 139 |                                                                                      | 2013                    | G       |        | |                                                                                            |        |
| Arago 140 |                                                                                      | 2013                    | G       |        | |                                                                                            |        |
| Arago 141 | Fémur casi completo, a excepción de la epifisaria.                                   | 2013                    | G       |        | | El individuo al que le pertenecía debería pesar entre unos 80 y 84 kg y medir unos 170 cm. |        |
| Arago 142 |                                                                                      | 2013                    | G       |        | |                                                                                            |        |
| Arago 143 |                                                                                      | 2013                    | G       |        | |                                                                                            |        |
| Arago 144 | Peroné izquierdo.                                                                    | 2013                    | G       |        | |                                                                                            |        |
| Arago 145 |                                                                                      | 2013                    | G       |        | |                                                                                            |        |
| Arago 146 |                                                                                      | 2013                    | G       |        | |                                                                                            |        |
| Arago 147 |                                                                                      | 2013                    | G       |        | |                                                                                            |        |
| Arago 148 | Incisivo inferior.                                                                   | 2014                    |         |        | |                                                                                            |        |
| Arago 149 | Incisivo inferior central.                                                           | Julio de 2015           |         |        | 550.000 años                                                                                         |                                                                                            |        |
| Arago 151 | Incisivo superior de leche.                                                          | Julio de 2018           |         |        | 560 000 años                                                                                         | De un niño de unos 5-6 años.                                                               |        |

### Labores generales
- de Lumley, Henry (1998). L'Homme premier. Paris: Le Grand Livre du mois - éd. Odile Jacob. ISBN 2702812333.

### Artículos especializados
- Beiner, Monique (1983). «Étude des minéraux lourds de la Caune de l'Arago et de son environnement». Bulletin de l'Association française pour l'étude du quaternaire 20 (1): 19-23. doi:10.3406/quate.1983.1444. Consultado el 22 mars 2012.
- Bellai, Driss (1998). «Le cheval du gisement pléistocène moyen de la Caune de l'Arago (Tautavel, Pyrénées Orientales, France)». Quaternaire 9 (4): 325-335. doi:10.3406/quate.1998.1614. Consultado el 22 mars 2012.
- Bellai, Driss (1998). «Le Bison du gisement paléolithique inférieur de la Caune de l'Arago (Tautavel, Pyrénées orientales, France). Nouvelles données archéozoologiques». Paléo (10): 61-76. doi:10.3406/pal.1998.1128. Consultado el 22 mars 2012.
- Brunet-Lecomte, Patrick; Paunesco, Alexandra Cristina (2004). «Morphométrie comparée de la première molaire inférieure du campagnol Microtus (Terricola) Vaufreyi tautavelensis (Rodentia, Arvicolidae) du gisement Pléistocène moyen de l'Arago (Pyrénées, France) et inférences paléoclimatiques». Quaternaire 15 (3): 263-268. doi:10.3406/quate.2004.1773. Consultado el 22 mars 2012.
- De Lumley, Henry (1965). «Évolution des climats quaternaires d'après le remplissage des grottes de Provence et du Languedoc méditerranéen». Bulletin de l'Association française pour l'étude du quaternaire 2 (2): 165-170. doi:10.3406/quate.1965.997. Consultado el 22 mars 2012.
- Lefebvre, Thierry (2006). «Joseph Farines (1792-1864), inventeur de la Caune de l'Arago et fondateur de la Société philomathique de Perpignan». Revue d'histoire de la pharmacie, 94e (352): 534-537. Consultado el 22 mars 2012.
- Monchot, Hervé (1997). «La fragmentation des os longs du Mouflon de la Caune de l'Arago (Tautavel, France) : une origine anthropique». Paléo (Société des amis du Musée national de préhistoire et de la recherche archéologique) 9 (1): 55-68. ISSN 1145-3370. doi:10.3406/pal.1997.1228.
- Monchot, Hervé (1998). «Les petits bovidés de la Caune de l'Arago (Tautavel, France)». Quaternaire 9 (4): 369-377. doi:10.3406/quate.1998.1619. Consultado el 17 février 2012.
- Montuire, Sophie; Desclaux, Emmanuel (1997). «Analyse paléoécologique des faunes de mammifères et évolution des environnements dans le Sud de la France au cours du Pléistocene». Quaternaire 8 (1): 13-20. doi:10.3406/quate.1997.1554. Consultado el 22 mars 2012.
- Pois, Véronique (2000). «Habitats préhistoriques au Paléolithique inférieur». Quaternaire 11 (Numéro 3-4): 187-196. doi:10.3406/quate.2000.1668. Consultado el 17 février 2012.
- Pois, Véronique (1997). «Apport de l'informatique à l'étude d'un remplissage karstique. Exemple de la Caune de l'Arago à Tautavel (Pyrénées-Orientales, France)». Quaternaire 8 (2-3): 143-147. doi:10.3406/quate.1997.1568. Consultado el 22 mars 2012.